# Christian James
Christian Tyler James (Houston, 23 ottobre 1996) è un cestista statunitense.

## Carriera
Guardia tiratrice-ala di 194 cm, ha giocato nella massima serie indonesiana.